# Константиновка (Княгининский район)
Константи́новка — деревня в Княгининском районе Нижегородской области России. Входит в состав Возрожденского сельсовета.

## География
Деревня находится на юго-востоке центральной части Нижегородской области, в зоне хвойно-широколиственных лесов, на правом берегу реки Шковерки, при автодороге 22Н-2242, на расстоянии приблизительно 22 километров (по прямой) к юго-востоку от Княгинина, административного центра района.
Климат
Климат характеризуется как умеренно континентальный, с коротким тёплым летом и холодной снежной зимой. Среднегодовая температура — 3,6 °C. Средняя температура воздуха самого тёплого месяца (июля) — 18,7 °C (абсолютный максимум — 37 °C); самого холодного (января) — −12 °C (абсолютный минимум — −45 °C). Среднегодовое количество атмосферных осадков составляет около 582 мм, из которых 65 % выпадает в тёплый период.
Часовой пояс
Деревня Константиновка, как и вся Нижегородская область, находится в часовой зоне МСК (московское время). Смещение применяемого времени относительно UTC составляет +3:00.

## История
Религия
В конце XIX века жители деревни были прихожанами находящейся в селе Шишковерди церкви Усекновения главы Иоанна Предтечи Нижегородской епархии. Церковь была построена в 1779 году, деревянная, двухпрестольная. Закрыта в 1938 году.

## Население
| 2002 | 2010 |
| ---- | ---- |
| 26   | ↘24  |

В 1859 году в казённой деревне Константиновка 2 стана Васильского уезда насчитывался 141 двор, 397 мужчин, 525 женщин.
Национальный состав
Согласно результатам переписи 2002 года, в национальной структуре населения русские составляли 100 %.